# 에이프릴이 간다
《에이프릴이 간다》는 2015년 10월 26일부터 2015년 11월 20일까지 '네이버 V'에서 방송된 신인 걸그룹 에이프릴의 리얼 버라이어티 프로그램이다.

## 출연
- 채원
- 현주
- 나은
- 예나
- 진솔
- 소민

## 방영목록
| 회차   | 방송일           | 부제                                      |
| ------ | ---------------- | ----------------------------------------- |
| 제1회  | 2015년 10월 26일 | 숙소 급습에 100% 민낯 노출! 단체 멘붕     |
| 제2회  | 2015년 10월 27일 | 청정돌 에이프릴 폭주족으로 변신?          |
| 제3회  | 2015년 10월 28일 | 청정돌? No..No.. 진격의 먹방돌?!!!!       |
| 제4회  | 2015년 10월 29일 | 어서와, 해병대는 처음이지?                |
| 제5회  | 2015년 10월 30일 | 혼돈과 눈물의 해병대 입소기!              |
| 제6회  | 2015년 11월 2일  | 교관님.. 저희한테 왜 이러세요ㅜ.ㅜ        |
| 제7회  | 2015년 11월 3일  | 정상에 서는 그 날 까지!!                  |
| 제8회  | 2015년 11월 4일  | 해병대 캠프, 드디어 끝났다~악!!           |
| 제9회  | 2015년 11월 5일  | 청정돌이 집에서 노는 법!                  |
| 제10회 | 2015년 11월 6일  | 3:3 집밥 요리 대결.. 청정돌의 요리멘토는? |
| 제11회 | 2015년 11월 9일  | 에이프릴의 본격 리얼 먹방 + 쿡방          |
| 제12회 | 2015년 11월 10일 | 대망의 요리대결 승자는?                   |
| 제13회 | 2015년 11월 11일 | 예나.. 번지점프 성공?실패?                |
| 제14회 | 2015년 11월 12일 | 에이프릴 화이팅! 오구오구 진솔아~         |
| 제15회 | 2015년 11월 13일 | 에이프릴 Vs PD님의 번지 대결!!            |
| 제16회 | 2015년 11월 16일 | 강원도 극한 생존기! 첫날 밤에 무슨일이?   |
| 제17회 | 2015년 11월 17일 | 광란의 파티.. 비글미 폭발!                |
| 제18회 | 2015년 11월 18일 | 걸 그룹의 입수 전쟁!!                     |
| 제19회 | 2015년 11월 19일 | 어서와.. 폐가는 처음이지?                 |
| 제20회 | 2015년 11월 20일 | 청정돌의 리얼리티.. 그 마지막 이야기      |